# 奧霍卡塔山
奧霍卡塔山（Ukhu Qhata）是秘魯的山峰，位於該國中部胡寧大區，處於普特卡山和卡爾瓦丘科山東南面、瓦利亞坎查山以西、瓦伊利亞坎查山東北面，屬於安第斯山脈中帕里亞卡卡山脈的一部分，海拔高度約5,200米。